# Sullivan-Gletscher
Der Sullivan-Gletscher ist ein Gletscher im Norden der westantarktischen Alexander-I.-Insel. Er fließt unmittelbar südlich der Elgar Uplands nach Westen in den Gilbert-Gletscher.
Entdeckt wurde er 1937 bei einem Überflug im Rahmen der British Grahamland Expedition (1934–1937) unter der Leitung des australischen Polarforschers John Rymill. Luftaufnahmen, die bei der Ronne Antarctic Research Expedition (1947–1948) unter der Leitung des US-amerikanischen Polarforschers Finn Ronne entstanden, dienten dem britischen Geographen Derek Searle vom Falkland Islands Dependencies Survey im Jahr 1960 der Kartierung. Das UK Antarctic Place-Names Committee benannte den Gletscher 1961 nach dem britischen Komponisten Arthur Sullivan (1842–1900).